# Renier Corten
Renier Victor Hubert Marie Corten (Geverik, 23 mei 1903 – Nijmegen, 1 augustus 1988) was een Nederlands burgemeester.
Hij werd geboren als zoon van Frederik Jan Hubert Corten (1865-1916) en Maria Catharina Hubertina Beckers (1861-1914). Hij was commies bij de gemeentesecretarie van Geleen voor hij in 1936 benoemd werd tot burgemeester van de Limburgse gemeente  Stein. In 1944 was F.A.L.M. Damen plaatsvervangend burgemeester van Stein en in 1945 was Th.J.M. Gijsen daar plaatsvervangend burgemeester. In 1968 ging Corten in Stein na een burgemeesterschap van ruim 30 jaar met pensioen waarna hij nog enige tijd waarnemend burgemeester van Borgharen is geweest. In 1988 overleed hij op 85-jarige leeftijd.